# Leverage
Leverage er en amerikansk tv-serie skabt af John Rogers og Chris Downey. Serien debuterede på TNT den 7. december 2008.